# Locquénolé
 Locquénolé  (en bretón Lokenole) es una población y comuna francesa, situada en la región de Bretaña, departamento de Finisterre, en el distrito de Morlaix y cantón de Taulé.

## Demografía
| 718 | 615 | 631 | 648 | 726 | 716 |
| Para los censos de 1962 a 1999 la población legal corresponde a la población sin duplicidades (Fuente: INSEE [Consultar]) |     |     |     |     |     |